# Adhemar Pereira de Barros
Adhemar Pereira de Barros (Piracicaba, 22 de abril de 1901-París, 12 de marzo de 1969) fue un médico, empresario e influyente político brasileño, en el contexto regional del estado de São Paulo, entre las décadas de 1930 y 1960.

## Biografía
Fue alcalde de la ciudad de São Paulo, interventor federal y dos veces gobernador de São Paulo. Fue candidato a la presidencia del Brasil en 1955 y en 1960, resultando en tercer y cuarto lugar, respectivamente.
Se lo considera uno de los padres del marketing electoral en Brasil. Sus seguidores se llamaban ademaristas.
Realizó importantes obras de infraestructura, como las dobles vías de la Rodovia Anhangüera y de la Rodovia Anchieta, ambas pavimentadas. Estas obras pioneras en el Brasil continuaban la tradición de los gobernantes paulistas como Washington Luís, que consideraba que gobernar era "abrir rutas". La pavimentación de las carreteras con asfalto y hormigón fue una innovación para la época; sin embargo, era mal vista y criticada por muchos políticos que lo consideraban un proceso muy caro.
Una de sus consignas de campaña más comentadas, si bien no asumida abiertamente, era: "Ademar rouba mas faz" ("Adhemar roba pero hace") que, a pesar de haber sido una frase acuñada por su adversario político Paulo Duarte, acabó por ser el lema de su campaña electoral para prefecto de São Paulo em 1957, promoviéndose por encima de las acusaciones de corrupción.